# アイスランド侵攻
アイスランド侵攻（アイスランドしんこう、アイスランド語:Hernám Íslands、英語:Allied occupation of Iceland）は、第二次世界大戦においてイギリスが、1940年5月10日に中立国のアイスランド王国へ侵攻した軍事行動である。作戦名は「フォーク作戦（Operation Fork）」。

## 概要

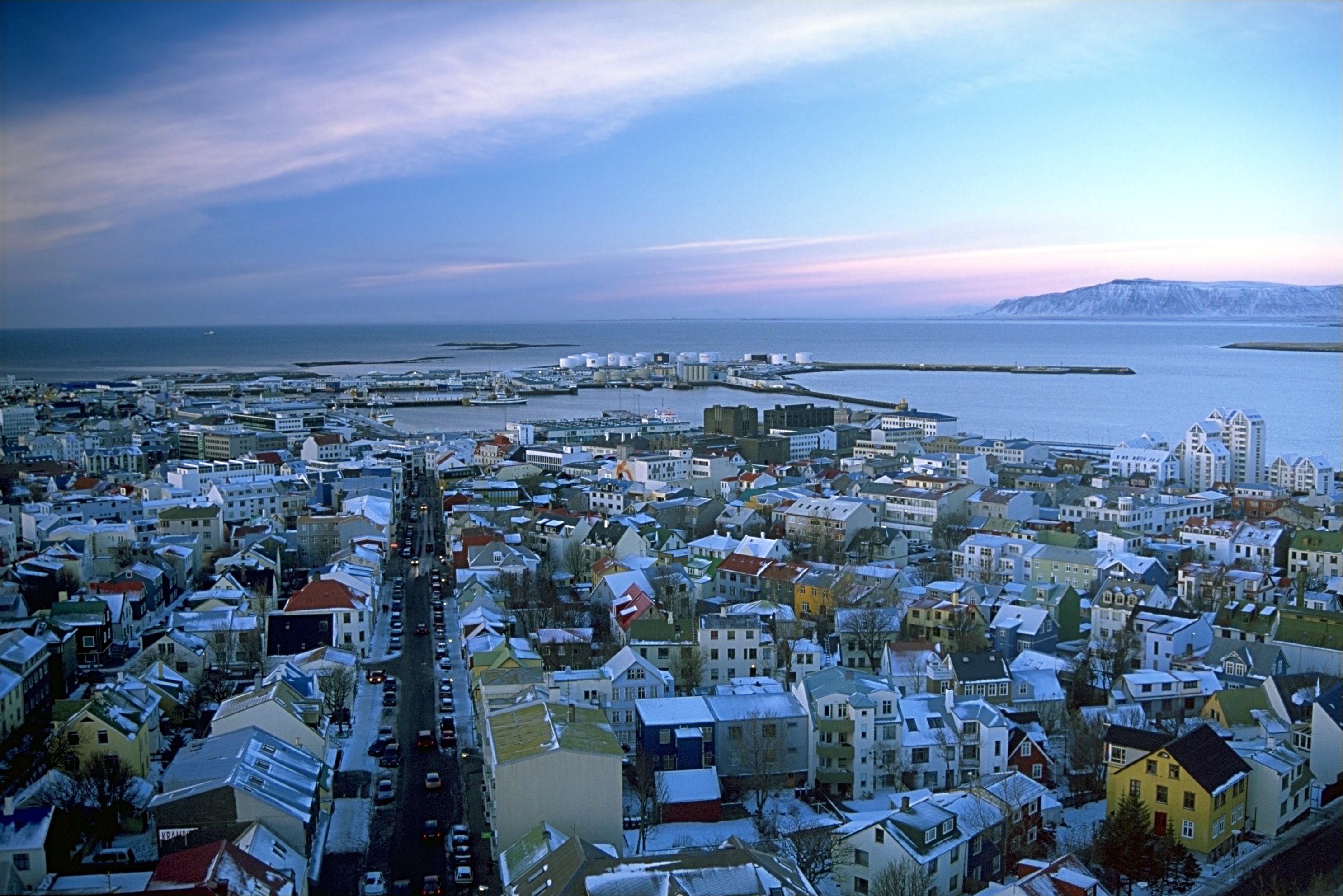
イギリス軍が上陸したレイキャヴィークの港と街

1940年5月10日早朝、イギリス海兵隊が中立国であるアイスランド王国の首都レイキャヴィークへ上陸し、侵攻作戦は開始された。抵抗もなく上陸した部隊は、速やかに通信網を封鎖し、戦略上の要所の確保およびドイツ人民間人の逮捕を行った。部隊は現地の輸送手段を徴発し、クヴァールフィヨルズル（Hvalfjörður）、カルダザルネース（Kaldaðarnes）、サンドスケイズ（Sandskeið）およびアクラネースへ移動、ドイツ軍の反撃時に予想される敵上陸・降下地点の確保を行った。数日のうちに対空砲部隊がレイキャヴィークに配置され、分遣隊はアークレイリへ送られた。
同日夜、アイスランド王国政府は、この攻撃はアイスランドの中立と独立を“甚だしく侵す”ものであり、すべての損害に対する補償を求めるという旨の抗議文書を提出した。それに対しイギリスはその補償、有益な事業協定の締結、内政不干渉および終戦後の全部隊撤収を約束した。成り行き上、アイスランド当局は正式には中立の方針を維持するものの、事実上侵攻軍に対しての協力を行った。
侵攻軍は746名の海兵隊からなっていたが、装備は不十分で、基本的な訓練も不足していた。彼らは作戦には成功したものの、10万3千平方kmの島を守備するには明らかに戦力不足だった。5月17日、4,000名のイギリス陸軍部隊が到着し、海兵隊と交代した。のちにアメリカ軍が戦争の残りの期間、アイスランドを占領した。

## 背景

### アイスランド独立小史
500年以上の長きにわたるデンマーク統治時代の後、1918年にアイスランドはデンマークと同じ君主（デンマーク国王）を戴き、外交政策を共有（事実上デンマークに委任）する同君連合の構成国「アイスランド王国」として独立した。連合条約は1942年の発効までに修正を行えることとし、合意に達しなかった場合にはその3年後に一方的に破棄できるとされた。1928年までには、すべてのアイスランドの政党の間で、同盟条約をできる限り速やかに破棄するという方向で合意していた。 新しく生まれたアイスランド王国は非武装中立を宣言した。

### 第二次世界大戦

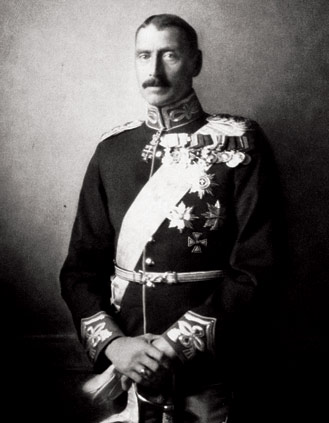
国王クリスチャン10世は『タイム』に対し、「アイスランドにおいては、かつての君主ほど不人気なわけではない」と語ったが、ほとんどのアイスランド人はデンマークからの完全独立を熱望していた。

1940年4月9日、ドイツ軍はヴェーゼル演習作戦を発動し、ノルウェーとデンマークに侵攻した。デンマークはその日のうちに降伏・占領された。4月10日、アルシング（アイスランド議会）は、デンマーク国王クリスチャン10世がもはや憲法上の職務を遂行することができないとし、それまでアイスランドに代わってデンマークが行っていたすべての責務とともに、それらをアイスランド政府に帰することを宣言した。アイスランドは完全に彼らのものとなった。
4月12日、イギリス軍はヴァレンタイン作戦を発動し、デンマーク領フェロー諸島を占領した。

ドイツのデンマークおよびノルウェー侵攻を受けて、イギリス政府内ではドイツ軍が程なくアイスランドに進駐しようとするのではという懸念が増大した。これはイギリスの北大西洋支配に対する重大な脅威になると考えられた。同様に重要な事案として、イギリスは北大西洋の「GIUKギャップ」の哨戒を強化するということもあり、アイスランドに彼らの基地を持つことを切望していた。
4月9日、イギリス政府はアイスランド政府に書簡を送り、イギリスはアイスランドの独立を支援する用意があるが、それにはアイスランドに便宜を図ってもらう必要があると伝えた。それは“イギリスの盟友として参戦する”ということだったが、アイスランド政府はそれを拒否した。

## 作戦計画
ノルウェーの戦況は悪化し、イギリス海軍本部は、もはやアイスランドに基地無くしては済まないという結論に達した。5月6日、イギリス首相ウィンストン・チャーチルは戦時内閣に状況を説明した。チャーチルは、アイスランドとの交渉をこれ以上続けるならば、ドイツがそれを知って先手を打ってくると主張した。より確実かつ効果的な解決策は、事前の通告なしに軍隊を上陸させ、“既成事実”としてアイスランド政府に突きつけることだった。内閣はそれに同意した。

その侵攻は場当たり的に準備され、作戦内容のほとんどは現地へ行く途上で計画された。侵攻部隊には数枚の粗末な地図しか与えられず、その中の一つに至っては誰かの記憶を元に描かれていた。また、アイスランド語に堪能な者は一人もいなかった。

イギリス軍の計画では、全部隊がレイキャヴィークに上陸することとなった。そこで、
- あらゆる抵抗を排除し、現地のドイツ人を監視下におく。
- ドイツ軍の海からの反撃に対応するため港を占拠し、部隊の一部を隣接するクヴァルフィヨルズゥルに陸路で送る。

また、北欧侵攻で大きな戦果を上げたドイツ軍の空挺部隊にも憂慮していたため、
- 部隊の一部を上陸地点の東、カルダザルネースとサンドスケイズに移動させる。
- 部隊の一部を陸路で北方のアークレイリ港と予想降下地点メルゲルズィ（Melgerði）へ送る。

とされた。

海軍情報部（NID）は3つの有力な情報源からなんらかの抵抗があると予想していた。現地のドイツ人の何人かは武器を持っていると考えられており、抵抗するか、さもなくばある種のクーデターを起こすことさえ考えられた。さらに、ドイツ軍侵攻部隊が既にアイスランドへの途上にあるか、あるいはイギリス軍上陸後直ちに出動するかも知れなかった。また、約70名の武装した隊員で構成されたレイキャヴィーク警察の抵抗も予想された。偶然デンマークの巡視艇がレイキャヴィークにいた場合、デンマーク水兵は守備隊を支援するかも知れなかった。

## フォーク作戦

### スタージェス部隊
1940年5月3日、サリー州ビスレーのイギリス海兵隊第2大隊は、ロンドンから、目的地も知らされないまま、通知から2時間で移動を開始できるように準備しておけという命令を受け取った。この大隊は前月に編成されたばかりの部隊であり、現役の士官が核となっていたが、一般兵は新兵ばかりで部分的な訓練しか受けていなかった。また、小銃、拳銃、銃剣といった武器も不足しており、海兵隊員のうち50名が小銃を受け取ったばかりでまだ試射もしていなかった。5月4日、大隊はある程度のブレン軽機関銃、対戦車砲および2インチ迫撃砲を受け取った。武器の照準調整や習熟に割くだけの時間もなく、それらは海上で行わなければならなかった。

支援火器は3.7インチ山砲2門、ポンポン砲4門および4インチ沿岸砲2門が支給された。火砲は海軍および海兵隊の砲兵が受け持ったが、それまでこれら火砲を使用した経験のある者はいなかった。また、サーチライト、通信機器および射撃指揮装置も不足していた。

ロバート・スタージェス大佐は部隊の指揮を任された。49歳になる彼は、第一次世界大戦のガリポリの戦いやユトランド沖海戦を戦った、高名な歴戦の兵士だった。彼はハンフリー・クイル少佐指揮の小規模の情報部とチャールズ・ハワード・スミスを団長とする外交使節団を伴った。これらを除き、侵攻部隊は746名の兵で構成された。

### アイスランドへの道のり
5月6日、スタージェス部隊は列車に乗りスコットランドのグリーノックへ向かった。自身が注意を引くことを避けるようにという命令で、部隊を2つに分け、時間をずらし、別々の列車で移動した。しかし、列車の遅れによりそれぞれは同時刻にグリーノック駅に到着してしまい、秘匿行動の努力もわずかながら無駄になった。さらに、機密は部隊が出発する頃には洩れており、グリーノックに着いた頃には目的地はアイスランドだと全員が知っていた。

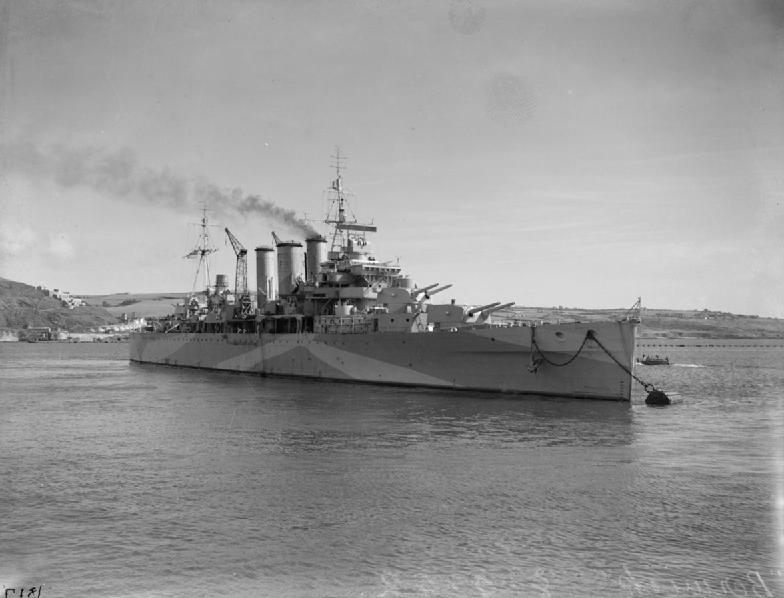
本作戦の指揮艦 重巡洋艦ベリック

5月7日朝、部隊は、彼らをアイスランドへ運ぶ巡洋艦ベリックおよびグラスゴーが停泊するグリーノックの港へ向かった。乗艦は始まったが、数多くの問題とさまざまな遅れに悩まされた。結局、出発は5月8日に延期されたが、それでも桟橋に大量の装備品や補給物資を残していかなければならなかった。

5月8日朝4時、巡洋艦はアイスランドへ出発した。対潜哨戒として駆逐艦フィアレス、フォーチュンが随伴した。巡洋艦は割り当てられただけの兵員を輸送するようには設計されていなかったため、中はすし詰めの状態だった。天候はかなりよかったにもかかわらず、多くの海兵隊員はひどい船酔いにかかった。航海中の時間は武器の調整や習熟に当てられた。

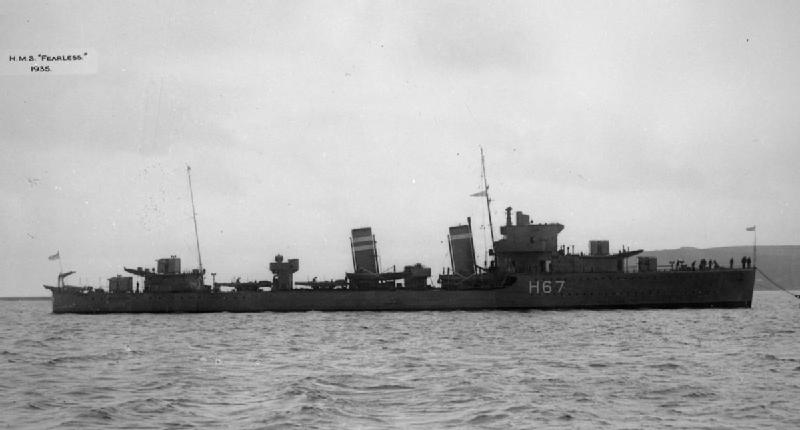
駆逐艦「フィアレス」
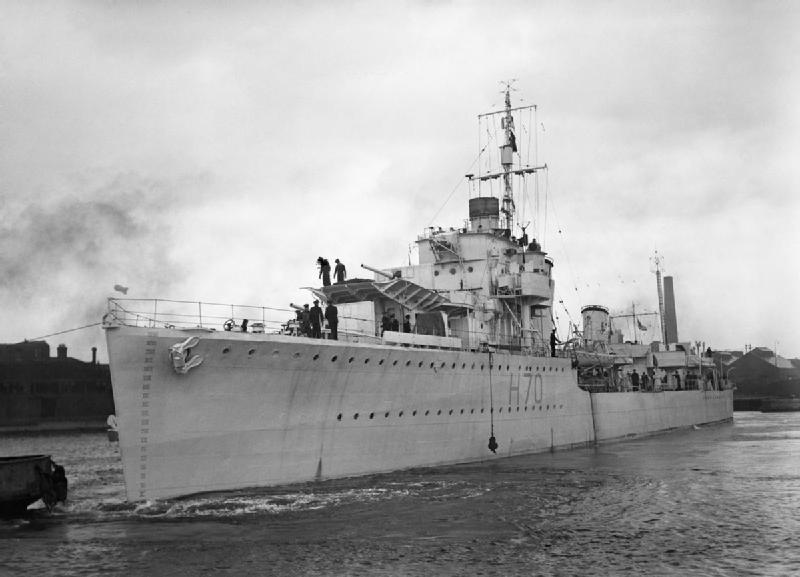
駆逐艦「フォーチュン」

1人の海兵隊新兵が途中で自殺したが、航海中にその他の問題は起きなかった。

### 奇襲効果喪失

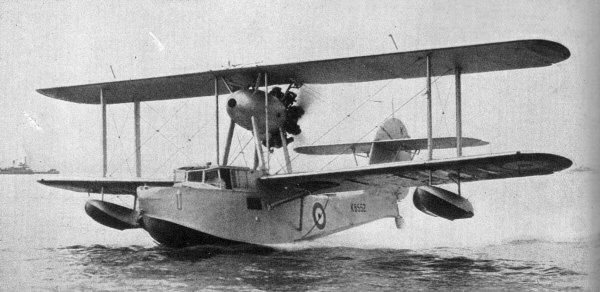
スーパーマリン ウォーラスはほぼどんな場所でも降りることができるという長所があったが、結局アイスランドでの作戦には適さないと判明した。

アイスランド時間5月10日午前1時47分、巡洋艦ベリックはカタパルトから偵察機スーパーマリン ウォーラスを射出した。偵察の第一の目的はレイキャヴィーク周辺での敵潜水艦の探索だった。海軍情報部は敵潜水艦がアイスランド港外で活動していると確信していた。ウォーラスのパイロットはレイキャヴィーク上空を飛行してはならないと命じられていたが、（偶然か、命令伝達ミスのどちらかによる結果）街上空をやかましい音を立てながら数回旋回してしまった。この頃のアイスランドは航空機を所有しておらず、この珍しい出来事は多くの人々を叩き起こし、警戒させた。アイスランド首相ヘルマン・ヨーナソン（Hermann Jónasson）もアイスランド警察とおなじように飛行機に注意を向けた。警察署長代理エーイナル・アーナルズ（Einar Arnalds）は、多分それが、予定されていた新しい大使を乗せたイギリス軍艦から飛んで来たものだろうと思っていた

ドイツ領事ヴェルナー・ゲールラッハ（de:Werner Gerlach）もまた、飛行機に注意を引かれた。不安を感じた彼はドイツ人の同僚と共に港へ車を走らせた。彼は双眼鏡を覗き、不安が的中したのを確認し、急いで帰った。帰宅した彼は、書類の焼却を手配し、アイスランド外務大臣と電話連絡をとろうとしたができなかった。

### 上陸
午前3時40分、1人のアイスランド警察官が港に小艦隊が近づいてくるのを発見したが、国籍を識別できなかった。彼は彼の上司である警察署長代理アーナルズへ報告した。アイスランドの中立法では、3隻を超える交戦国軍艦が同時に中立港を使用することを禁じていた。またそれら艦船からのいかなる航空機も中立海域上空を飛行することを禁じられていた。接近する艦隊が2つの方法でアイスランドの中立を侵していたので、アーナルズは調査に向かった。港に行った彼は自身で艦隊を見て、おそらくイギリス軍だろうと思った。彼は外務省と連絡をとり、彼が艦隊に赴き、指揮官にアイスランドの中立を侵していることを通知すべきかどうか確認をとり、税関職員にボートを用意するよう命じた。

一方、巡洋艦ベリックでは、海兵隊員が港に接岸する駆逐艦フィアレスに乗り移るよう命じられていた。船酔いと経験不足のせいで作業は遅れ、将校達を苛立たせた。朝5時直前に400名の海兵隊員を乗せたフィアレスが港へ向かった。港には人々が集まってきて小さな群集をなし、その中には税関のボートを待つ数名の警察官もいた。イギリス領事は侵攻を事前に知らされており、部隊が到着した時に支援するために同僚と共に待っていた。困惑している群衆の中、イギリス領事シェファードは警察官に向かって尋ねた。「すいませんが…兵士が駆逐艦から降りられるように群衆を少し後ろに下がらせてもらえませんかね?」警察官は答えた。「いいですとも」。

駆逐艦フィアレスが接岸すると、直ちに上陸が始まった。警察署長代理アーナルズは駆逐艦の艦長との会見を求めたが拒否された。彼は急ぎ首相に報告し、ヨーナソン首相は彼にイギリス軍に干渉しないよう、そしてアイスランド住民との衝突を防ぐよう命じた。

上陸中、現地人の何人かはイギリス軍の到着に抗議した。1人のアイスランド人は海兵隊員から小銃を奪い取り、それにタバコを詰め込んだ。彼はそれを海兵隊員に投げ返し、そいつに注意しろよと言った。1人の将校が来てその海兵隊員を叱った。

### レイキャヴィークでの作戦行動
イギリス軍は郵便局に見張りを置き、ドアに貼り紙することでレイキャヴィークでの作戦を開始した。貼り紙には片言のアイスランド語で、この街はイギリス軍が占領し、当地のドイツ人に対処する際に協力を求めると書かれていた。侵攻のニュースがベルリンに届くのを防ぐため、Síminn（シーミン、国営通信サービス会社）、RÚV（ルーヴ、国営放送サービス会社）および気象庁の事務所は速やかにイギリス軍の支配下に置かれた。

一方、ドイツ領事館の占拠は最優先事項に割り当てられていた。領事館に着くと、イギリス兵は抵抗の兆候が見られなかったため安心してドアをノックした。ドイツ領事ゲーラッハはドアを開け、アイスランドが中立国であることを指摘し、侵攻に対して異議を申し立てた。彼はデンマークもまた中立国であったことを同様に指摘された。イギリス軍は建物の階上で炎を発見し、大量の文書が領事館の浴槽で燃やされているのを見つけた。彼らは火を消し、相当数の記録文書を押収した。

イギリス軍はまた、ドイツ貨物船「バイア・ブランカ号」の乗組員の抵抗も予期していた。バイア・ブランカ号はデンマーク海峡で氷山と衝突し、62名がアイスランドのトロール船に救助されていた。海軍情報部はそのドイツ人らは実はドイツ潜水艦の予備乗組員だと信じており、アイスランドの外で活動していると考えていた。実際には武器を持たないドイツ人は何事もなく捕らえられた。

## 結末
イギリス軍はドイツの侵攻のいかなる危険にも事前に対処することになっていたが、実際に計画されることはなかった。イギリスの侵攻の後に、ドイツはこれに介入するイカロス作戦を準備したが、おそらく兵站上の理由により放棄された。

その後、イギリス軍はここの部隊を他で必要とし、1941年7月、アイスランドでの責務をアメリカ＝アイスランド防衛協定に基づきアメリカに移管することに同意した。イギリスはアルシングにアメリカの占領軍を承認するよう説得し、アイスランドには成人男性の人口を上回る4万の占領軍が駐留した（当時のアイスランドの総人口は約12万人）。

占領の後、多くのイギリス軍の半円形プレハブ兵舎（ニッセン・ハット、Nissen hut）が後に残された。それは戦後の住宅不足の折に民間の住宅に使用された。